# Cinnamomum turfosum
Cinnamomum turfosum är en lagerväxtart som beskrevs av André Joseph Guillaume Henri Kostermans. Cinnamomum turfosum ingår i släktet Cinnamomum och familjen lagerväxter. Inga underarter finns listade i Catalogue of Life.